# Cetingrad
Cetingrad és un municipi al comtat de Karlovac (Croàcia).
Alguns dels pobles que formen part del municipi són:
- Batnoga
- Begovo Brdo (Cetingrad)
- Bilo (Cetingrad)
- Bogovolja
- Buhača
- Cetinski Varoš
- Delić Poljana
- Donja Žvrnica
- Donje Gnojnice
- Đurin Potok
- Glinice
- Gojkovac
- Gornja Žrvnica
- Gornje Gnojnice
- Grabarska
- Kapljuv
- Kestenje
- Komesarac
- Kruškovača
- Kuk
- Luke
- Maljevac
- Maljevačko Selište
- Pašin Potok[1]
- Podcetin
- Polojski Varoš
- Ponor (Cetingrad)
- Ruševica
- Sadikovac
- Srednje Selo
- Strmačka
- Šiljkovača
- Tatar Varoš
- Trnovi